# Bart Lootsma
Bart Lootsma (* 17. April 1957 in Amsterdam) ist ein niederländischer Historiker, Kritiker und Kurator auf den Gebieten Architektur, Design und bildende Künste.

## Leben
Er studierte in den Jahren 1975 bis 1984 Architektur an der Eindhoven University of Technology. Bart Lootsma ist Professor für Architekturtheorie an der Leopold-Franzens-Universität Innsbruck und Professor für Architektur, Europäische Urbanität und Globalisierung an der Universität Luxemburg. Als Forschungsleiter war er an der Eidgenössischen Technischen Hochschule in Zürich tätig und leitete auch Forschungsprojekte am Berlage Institut in Amsterdam und Rotterdam. Bart Lootsma war Gastprofessor an der Akademie für Bildende Künste in Nürnberg, an der Universität für Angewandte Kunst in Wien und Professor für Architekturgeschichte, -Theorie und Kritik an der Akademie der Bildenden Künste in Wien. Er war Leiter der Abteilung für 3-D-Design an der Kunstakademie Arnhem, Niederlande. Außerdem hielt Bart Lootsma zahlreiche Lehrveranstaltungen in den Bereichen Architektur, Design und bildende Kunst ab.
Neben seinen wissenschaftlichen Tätigkeiten war Lootsma Editor und Autor mehrerer Fachzeitschriften wie zum Beispiel Forum, ARCHIS, de Architect und GAM. Er arbeitete zudem als Gastkurator für die ArchiLab 2004 in Orléans und war Kurator der Schneider-Forberg-Stiftung in München.
Bart Lootsma war Mitglied mehrerer staatlicher und kommunaler Komitees, wie der Gestaltungsbeirat in Arnhem, der Rotterdamer Kulturrat und der Fonds für bildende Künste, Gestaltung und Architektur. Zuletzt wurde er von der niederländischen Königin als Kronmitglied des Niederländischen Kulturrats benannt. Auch als Autor ist Lootsma bekannt. 1998 veröffentlichte er zusammen mit Dich Rijken das Buch Media and Architecture. Eines seiner bekanntesten Bücher, SuperDutch, beschreibt moderne, architektonische Werke der Niederlande. Außerdem erschien 2004 ArchiLab 2004 The Naked City.

## Veröffentlichungen (Auswahl)
- Adriaan Geuze/West 8 Landscape Architects, (mit Inge Breugem), 010, Rotterdam, 1995
- Wim Cuyvers, De Singel, Antwerp, 1995
- Wiel Arets, A virological architecture, Birkhäuser Verlag, Basel (mit Jos Bosman), 1996
- Wiel Arets, De Singel, Antwerpen, 1996
- A Star Is Born, mit Hélène Damen, Thoth, Bussum, 1996
- Atelier van Lieshout, A Manual / Ein Handbuch, Cantz, München (mit ao. Rian van Rijsbergen), 1997
- Yearbook Architecture in the Netherlands 1997, (mit: Hans Ibelings, Hans van Dijk, Ton Verstegen), Nai Publishers, Rotterdam, 1998
- Media and Architecture, (mit Dick Rijken), VPRO, Hilversum/Berlage Institute, Amsterdam, 1998
- The Art of the Accident, (mit ao. Joke Brouwer, Nai Publishers), Rotterdam, 1998
- Yearbook Architecture in The Netherlands 1998, (mit: Hans Ibelings, Hans van Dijk und Ton Verstegen), Nai Publishers, Rotterdam, 1999
- Yearbook Architecture in the Netherlands 1999, (mit: Hans Ibelings und Ton Verstegen), Nai Publishers, Rotterdam, 2000
- SuperDutch, Thames & Hudson, London/Princeton Architectural Press, New York/DVA, Berlijn, SUN, Nijmegen, 2000
- B&K+, Walter König Verlag/ACTAR, Cologne/Barcelona, 2003
- ArchiLab 2004: La ville à nu/The naked city, HYX, Orléans, 2004